# Bilaspur (Chhattisgarh)
Bilaspur (en hindi: बिलासपुर ) es una ciudad de la India capital del distrito de Bilaspur, en el estado de Chhattisgarh.

## Geografía
Se encuentra a una altitud de 271 m s. n. m. a 113 km de la capital estatal, Raipur, en la zona horaria UTC +5:30.

## Demografía
Según estimación 2012 contaba con una población de 363 761 habitantes.